# Bernhardtsthal
Bernhardtsthal (oder Bernhardsthal) ist ein abgekommener Ort auf dem Gebiet des Wiener Bezirkes Favoriten.
Der Ort befand sich an der Nordseite des Wienerberges in Richtung des heutigen Frachtenbahnhofs Matzleinsdorf (an der Südbahn) und wurde erstmals 1171 als „an der Hauptstraße nahe dem Wienerberg“ liegend erwähnt. Grundbücherlich wurde der Ort 1326 als Wernhersthal und 1358 als Wernhartsthal bezeichnet. Im Zuge der Zweiten Wiener Türkenbelagerung im Jahr 1683 verwüsten die Türken den Ort derart, sodass er nicht wieder aufgebaut wurde. Genannt wird aber eine 1675 errichtete Kapelle zu Mariahilf im ehemaligen Bernhardsthal außerhalb des Linienwalls bei Matzleinsdorf, um den später ein Friedhof angelegt wurde, der auch St. Bernhardsthal genannt wurde.
Vor der heutigen Bebauung befand sich am Gebiet des ehemaligen Ortes die Riede „Im Bernhardtsthal“ und heute markiert die Bernhardtstalgasse etwa die Stelle des abgekommenen Ortes. Neuerdings wird auch für möglich gehalten, dass Bernhardtsthal kein Siedlungsname, sondern lediglich ein Flurname war, andererseits galt er lange Zeit als der älteste Ort Favoritens.